# Линтц, Мэтт
Мэ́ттью Линтц (англ. Matthew Lintz; род. 23 мая 2001, Калифорния, США) — американский актёр, известный по ролям Мэтти ван Паттена в фильме «Пиксели» (2015) и Генри в телесериале AMC «Ходячие мертвецы» (2010 — наст. время). Мэтт также исполняет роль Бруно Каррелли в сериале «Мисс Марвел» (2022), действие которого происходит в медиафраншизе «Кинематографическая вселенная Marvel».

## Биография
Две старшие сестры Линтца, Маккензи и Мэдисон, являются актрисами, как и его младший брат Максен. Живет Мэтт в Лос-Анджелесе, Калифорния.
Линтц сыграл старшую версию Генри в телесериале «Ходячие мертвецы» (2010 — наст. время). Младшую версию Генри играл младший брат Линца - Максен, а его старшая сестра Мэдисон играла дочь Кэрол, Софию Пелетье в первых двух сезонах.
В ноябре 2020 года по фотографиям со съемок стало известно, что Линтц сыграет Бруно Каррелли в сериале Disney+ «Мисс Марвел» (2022), действие которого происходит в медиафраншизе «Кинематографическая вселенная Marvel».

## Актёрская деятельность
| Год  | Название                        | Роль                        | Комментарии |
| ---- | ------------------------------- | --------------------------- | ----------- |
| 2009 | Хэллоуин 2                      | Марк                        |             |
| 2010 | Безумцы                         | Расстроенный сын            |             |
| 2010 | The Way Home                    | Tucker Simpkins             |             |
| 2011 | История Золушки 3               | Виктор Ван Равенсвей        |             |
| 2011 | Level Up                        | Разговорчивый бойскаут      |             |
| 2012 | A Smile as Big as the Moon      | Шон Керсджес                |             |
| 2012 | Пираньи 3DD                     | Дэвид (веснушчатый мальчик) |             |
| 2012 | Чего ждать, когда ждёшь ребёнка | Непослушный ребенок         |             |
| 2014 | Убить гонца                     | Эрик Уэбб                   |             |
| 2015 | Пиксели                         | Мэтти ван Паттен            |             |

| Год       | Название         | Роль           | Комментарии |
| --------- | ---------------- | -------------- | ----------- |
| 2010      | Мемфис Бит       | Скотти Гроувс  | 1 эпизод    |
| 2011      | Армейские жёны   | Крис           | 1 эпизод    |
| 2012      | Революция        | Джек           | 1 эпизод    |
| 2013      | Банши            | Гораций        | 1 эпизод    |
| 2013      | Сонная Лощина    | Томас Грэй     | 1 эпизод    |
| 2018      | Алиенист         | Стив Таггерт   | 8 эпизодом  |
| 2018–2019 | Ходячие мертвецы | Генри          | 11 эпизодов |
| 2022      | Мисс Марвел      | Бруно Каррелли | 6 эпизодов  |